# 利奥·加巴拉斯
利奥·加巴拉斯 是一位拜占庭帝国贵族、割据者。第四次十字军进攻拜占庭帝国时（1203-1204年），他或他的亲属割据了罗得岛与附近的一些岛屿，成为一个实际上独立的统治者。1230年代历史记载表明，他实际保持独立，与尼西亚帝国及威尼斯人都发生过冲突，他的死期未知，但应该是在1248年以前，那时他的弟弟约翰·加巴拉斯已接替了他的位置，继续割据罗得岛。

## 生平
利奥·加巴拉斯出身一个古老的拜占庭贵族家族，其祖先可追溯至10世纪初，当时此家族的安娜·加巴拉嫁给了罗曼努斯一世皇帝的儿子、共治皇帝斯蒂芬。加巴拉斯家族在此后的两个世纪中不算十分显贵，但也有许多成员出任拜占庭帝国的民事官员或担任教会职务。
利奥·加巴拉斯的早期生活没有记载，1232-1233年，他第一次明确地出现在历史记载中。他的头衔“凯撒”的来由以及在罗得岛建立统治的过程也不清楚。当时的记载可以证明，在第四次十字军东征时（1203-1204年），罗得岛就已脱离了中央政权的控制，由独立统治者控制。一般认为这个统治者就是利奥，但13世纪拜占庭作家尼基弗鲁斯·布莱姆米德斯宣称利奥的头衔和权力是继承得来的，这表明，在利奥之前有一位佚名的人物可能已经割据了罗得岛。学者推测，利奥可能在某个时间承认了尼西亚帝国的宗主地位，从狄奥多尔一世（1205-1222年在位）或约翰三世（1221-1254年在位）皇帝手里得到了“凯撒”的头衔；如果他或他的亲戚确实已在1203年之前掌控了罗德岛的话，他的称号也可能是由安格洛斯王朝（1185-1204年）的皇帝授予的。

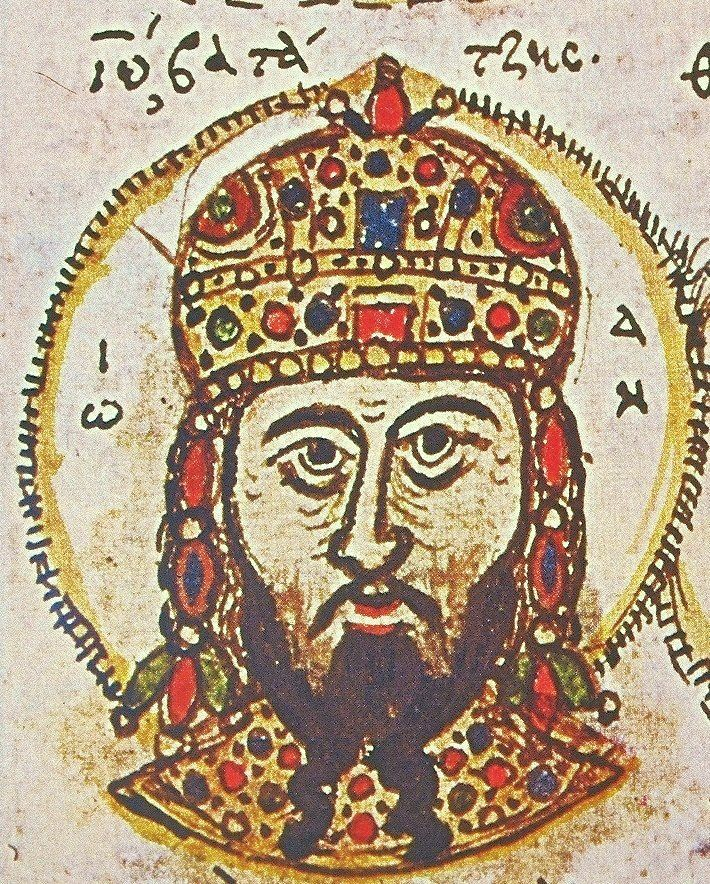
尼西亚帝国的约翰三世像

不管利奥与尼西亚帝国的关系到底如何，尼西亚史家乔治·阿克罗波利特斯的记载称，利奥坚持独立活动，激怒了约翰三世。1232-1233年，尼西亚皇帝派他的大统帅（megas domestikos）安德洛尼卡·巴列奥略出征罗得岛，皇帝自己保持密切关注。尼基弗鲁斯·布莱姆米德斯同样也记载了这次进攻，他是这次战斗的亲历者，与尼西亚军队一起登上了罗得岛。尼西亚军队蹂躏了岛屿，但乔治·阿克罗波利特斯只是记载战斗以胜利告终，没有写出更多细节。可确定的是，利奥在此战之后仍有效控制着罗得岛，在不久之后的1234年8月，他还与威尼斯共和国签订条约，自称“凯撒，罗得岛和基克拉泽斯群岛的领主”，条约中，他承认威尼斯总督为他的宗主，规定双方在一方领地被尼西亚帝国攻击时要给予帮助，他还承诺帮助镇压威尼斯殖民下的克里特岛发生的任何叛乱。然而在1235-1236年，利奥又参加了约翰三世进攻君士坦丁堡的战斗，记载显示，他甚至与威尼斯舰队进行过战斗。
利奥的死期未知。他应该死于1248年之前，那时他的弟弟约翰·加巴拉斯已经继位，继续统治罗得岛，他放弃了“凯撒”称号，只称“罗得岛领主”。就在1248年，罗得岛遭到了热那亚人的攻击，他只能向尼西亚帝国求援。热那亚人占领罗得岛两年，1250年被尼西亚军队赶走，此后罗得岛成为了尼西亚帝国的领土，加巴拉斯家族对岛屿的统治可能也在这个时候结束。

## 硬币
利奥和弟弟约翰发行了自己的铜币，其面额与价值不详。这些硬币上没有他们的肖像，只有铭文。利奥发行的钱币上正面有ΚΑΙϹΑΡ Ο ΓΑΒΑΛΑϹ（“凯撒”加巴拉斯）字样，背面有Ο ΔΟVΛΟC ΤΟV ΒΑCΙΛΕ[ΩC]（巴西琉斯（皇帝）的仆人）字样。

## 脚注
1. 1 2  Cheynet 1996，第150–151頁
2. 1 2 3  Hendy 1999，第648–649頁
3. 1 2 3 4  Macrides 2007，第188頁
4. 1 2 3  Hendy 1999，第648頁
5. ↑  Macrides 2007，第185, 187–188頁
6. ↑  Setton 1976，第52 (Note #37)頁
7. ↑  Hendy 1999，第649–650頁

## 延伸阅读
- Savvides, Alexis. . Δελτίoν τῆς Ἱστoρικῆς καὶ Ἐθνoγικῆς Ἐταιρείας τῆς Ἐλλάδoς. 1981, 24: 358–376 （希腊语）.